# オドイーター
オドイーターは、小林製薬株式会社が製造・販売するフットケアー商品のブランド名である。コマーシャルキャッチコピーは「臭い喰いのオドイーター」

## 概要
1976年、アメリカのコーム社が製造していた靴の防臭中敷きを、中央物産が輸入し販売を開始。当時は、さほど目立った売れ行きはなかったものの、1981年に販売権を小林製薬が譲受し、テレビコマーシャルを使った販売促進キャンペーンを行ったところ、爆発的なヒット商品に成長した。
近年は靴の中敷のみならず、当社が消臭剤の分野で培った技術を生かした消臭スプレーも発売されている。

## 製品一覧

### 靴の中敷
オドイーター 足臭対策
活性炭入りフォームラバー、ゼオライト系消臭剤、消臭効果のある特殊合皮のトリプル効果で効果的にニオイを消臭。高級ビジネスシューズに敷いても違和感無くマッチする革風仕立て。
オドイーター 足ムレ対策 さらさらメッシュ
活性炭とゼオライト系消臭剤のダブル効果でしっかり消臭し、表面のメッシュ状素材とフォームラバー層で汗を素早く吸収してさらさら感が長続きする中敷。
オドイーター 足ムレ対策 タオル仕立て
天然コットンを使用したタオル地で足裏の汗やムレを吸収。ゼオライト系消臭剤でニオイも消臭する中敷。型崩れが少なく、耐久性があるため、水洗いして繰り返し使える。
銀と炭のオドイーター
銀（銀複合系抗菌剤）と炭のダブル効果で効果的に消臭。
Missオドイーター 足臭対策
「オドイーター 足臭対策」の女性用仕様。靴の中で窮屈にならないように薄型にしている。
Missオドイーター 足ムレ対策 さらさらパウダー
パウダーと表面のメッシュ素材でムレを防ぎサラサラ感が長続き。デオドラントパウダーでしっかり消臭し、パウダーコロンの香りが漂う薄型中敷。
医学オドイーター 外反母趾対策
2つの山型クッションが縦と横のアーチを支えて外反母趾の原因である足の付け根への負担を和らげ、疲れの原因である歩行時のショックを吸収する女性用消臭中敷。
医学オドイーター 腰痛対策
かかと部採用した高密度ユーラセインとインソール全体に施した低密度ユーラセインのダブル吸収構造で膝や腰への衝撃を和らげる中敷。男性用・女性用がある。

### 靴・足用消臭スプレー
オドイーター 除菌・消臭スプレー
靴特有の強い悪臭を中和し、ニオイの原因であるカビやばい菌を除菌して靴の中を清潔に保つスプレー。
オドイーター スニーカー用除菌・消臭ミスト
2010年3月発売。しつこく残るスニーカー特有のニオイに。繊維の奥まで浸透し、ニオイの原因菌を除菌・消臭するミスト。つま先部分まで届く鋭角ノズルを採用。
Missオドイータースプレー
女性向けの消臭スプレー。繊維に付着するので消臭効果が長続き。ストッキングの上から足にも使える。